# Encefalopatía hipóxica isquémica
La encefalopatía hipóxica isquémica es un estado anatomofuncional anormal del sistema nervioso central (SNC) que se produce en el neonato asfíctico durante la primera semana de vida, en el que aparecen signos neurológicos en las primeras 24 horas. Es el síndrome producido por la disminución del aporte de oxígeno (O2) o la reducción mantenida del flujo sanguíneo cerebral al encéfalo. Puede ser provocada por una hipoxemia sistémica (asfixia) o una alteración en el transporte del O2 (anemia aguda). La severidad de las lesiones ocasionadas dependen de la duración de la anoxia, provocando daños irreversibles si este es superior a los 4-5 minutos.

## Causas
- Afecciones etiológicas anteparto
  - Hipertensión arterial.
  - Diabetes mellitus.
  - Restricción del crecimiento intrauterino
- Eventos etiológicos del trabajo del parto y el parto
  - Alteraciones del cordón umbilical y de la placenta.
  - Disdinamias uterinas.
  - Desproporción cefalopélvica.
  - Traumatismo del parto.
- Factores etiológicos después del parto
  - Cardiopatía congénita con hipoxemia o bajo gasto cardíaco.
  - Trastornos respiratorios graves.
  - Apnea recurrente.
  - Estado de choque.[1]

## Manifestaciones clínicas
- Trastorno de la conciencia.
- Alteraciones del tono muscular.
- Modificaciones de los reflejos.
- Crisis convulsivas.[1]

## Clasificación
La gravedad de la encefalopatía hipoxicoisquémica está dada por la correlación clínico-electroencefalográfica y por la evolución de la afección, para lo cual resulta útil la clasificación de Sarnat (tabla), en donde 
- Leve: Corresponde al estadio 1
- Moderado: Corresponde al estadio 2
- Grave: Corresponde al estadio 3.[1]

|                       | Estadio 1              | Estadio 2                          | Estadio 3                |
| --------------------- | ---------------------- | ---------------------------------- | ------------------------ |
| Conciencia            | Irritable, hiperalerta | Letargo                            | Coma                     |
| Tono muscular         | Normal                 | Hipotonía                          | Flacidez                 |
| Clonus                | Presente               | Presente                           | Ausente                  |
| Reflejo succión       | Activo                 | Débil                              | Ausente                  |
| Reflejo de Moro       | Exagerado              | Incompleto                         | Ausente                  |
| Reflejo oculocefálico | Normal                 | Hiperactivo                        | Reducido, ausente        |
| Reflejo prehensión    | Normal, exagerado      | Exagerado                          | Ausente                  |
| Pupilas               | Dilatadas              | Contraídas                         | Variables o fijas        |
| Respiración           | Regular                | Variable                           | Apneas                   |
| Frecuencia cardíaca   | Normal, taquicardia    | Bradicardia                        | Bradicardia              |
| Convulsiones          | No                     | Comunes                            | Raras                    |
| Electroencefalograma  | Normal                 | Bajo voltaje o período paroxístico | Periódico o isoeléctrico |
| Duración              | 24 horas               | De 2 a 12 días                     | De horas a semanas       |